# Changas de Naranjito 2022
Questa voce raccoglie le informazioni riguardanti le Changas de Naranjito nella stagione 2022.

## Stagione
Le Changas de Naranjito partecipano al loro settimo campionato di Liga de Voleibol Superior Femenino, classificandosi al quinto e ultimo posto, fallendo quindi l'accesso ai play-off scudetto.

## Organigramma societario
Area direttiva
- Presidente: José Aníbal Rojas

Area tecnica
- Allenatore: Javier Gaspar (fino a giugno[2]), Sol González (da giugno[3])

## Rosa
| N° | Nome               | Ruolo | Data di nascita  | Nazionalità sportiva |
| -- | ------------------ | ----- | ---------------- | -------------------- |
| 1  | Karsta Lowe        | O     | 2 febbraio 1993  | Stati Uniti          |
| 3  | Kathia Sánchez     | P     | 29 novembre 1995 | Porto Rico           |
| 4  | Madison Rigdon     | S     | 3 dicembre 1995  | Stati Uniti          |
| 6  | Carelis Rojas      | P     | 27 febbraio 1994 | Porto Rico           |
| 7  | Génesis Collazo    | S     | 4 ottobre 1992   | Porto Rico           |
| 8  | Paola Rojas        | C     | 26 gennaio 1996  | Porto Rico           |
| 9  | Nicole Cruz        | C     | 15 agosto 1995   | Porto Rico           |
| 10 | Zoé Sostre         | C     | 12 maggio 1993   | Porto Rico           |
| 11 | Legna Hernández    | S     | 18 luglio 1991   | Porto Rico           |
| 13 | Okiana Valle       | L     | 29 agosto 1997   | Porto Rico           |
| 14 | Jaimeson Lee       | P     | 19 giugno 1998   | Porto Rico           |
| 15 | Yuliana Martínez   | S     | 27 dicembre 1996 | Porto Rico           |
| 17 | Noami Santos       | S     | 29 novembre 1993 | Porto Rico           |
| 17 | Paola Rivera       | C     | 6 marzo 1997     | Porto Rico           |
| 18 | Shannon Torregrosa | C     | 1º febbraio 1981 | Porto Rico           |
| 18 | Shelly Fanning     | C     | 8 gennaio 1997   | Stati Uniti          |
| 23 | Nomaris Vélez      | L     | 11 giugno 1993   | Porto Rico           |

## Mercato
| Acquisti | Acquisti           | Acquisti              | Acquisti   |
| R.       | Nome               | da                    | Modalità   |
| -------- | ------------------ | --------------------- | ---------- |
| O        | Karsta Lowe        | Athletes Unlimited    | definitivo |
| S        | Madison Rigdon     | Athletes Unlimited    | definitivo |
| P        | Carelis Rojas      | Grises de Humacao     | definitivo |
| S        | Génesis Collazo    | Muratpaşa             | definitivo |
| C        | Paola Rojas        | Chamalières           | definitivo |
| C        | Nicole Cruz        | Leonas de Ponce       | definitivo |
| C        | Zoé Sostre         | Grises de Humacao     | definitivo |
| P        | Jaimeson Lee       | Wiesbaden             | definitivo |
| S        | Yuliana Martínez   | Criollas de Caguas    | definitivo |
| S        | Noami Santos       | Athletes Unlimited    | definitivo |
| C        | Shannon Torregrosa | Leonas de Ponce       | definitivo |
| L        | Nomaris Vélez      | Athletes Unlimited    | definitivo |
| P        | Kathia Sánchez     | Atenienses de Manatí  | definitivo |
| C        | Paola Rivera       | Valencianas de Juncos | definitivo |
| C        | Shelly Fanning     | Valencianas de Juncos | definitivo |

| Cessioni | Cessioni           | Cessioni                         | Cessioni   |
| R.       | Nome               | a                                | Modalità   |
| -------- | ------------------ | -------------------------------- | ---------- |
| S        | Kalei Mau          | F2 Logistics                     | definitivo |
| C        | Sol González       | -                                | ritirata   |
| P        | Jennymar Santiago  | Pinkin de Corozal                | definitivo |
| O        | Andrea Rangel      | -                                | ritirata   |
| S        | Valeria Porrata    | -                                | ritirata   |
| C        | Paola Rojas        | Chamalières                      | definitivo |
| C        | Jenselyn Morales   | -                                | ritirata   |
| P        | Jaimeson Lee       | Wiesbaden                        | definitivo |
| C        | Alison Bastianelli | Athletes Unlimited               | definitivo |
| S        | Noami Santos       | Markopoulo Valencianas de Juncos | definitivo |
| L        | Madison Cruzado    | -                                | ritirata   |
| C        | Shannon Torregrosa | Atenienses de Manatí             | definitivo |
| S        | Madison Rigdon     | -                                | svincolata |

## Risultati

### LVSF

#### Regular season
| 21 maggio 2022 Coliseo Gelito Ortega, Naranjito         | Changas de Naranjito  | 1 - 3 | Pinkin de Corozal     | 25-23, 23-25, 23-25, 16-25        |
| 22 maggio 2022 Coliseo Gelito Ortega, Naranjito         | Changas de Naranjito  | 0 - 3 | Criollas de Caguas    | 23-25, 20-25, 22-25               |
| 26 maggio 2022 Coliseo Mario Morales, Guaynabo          | Criollas de Caguas    | 3 - 0 | Changas de Naranjito  | 25-19, 25-22, 25-19               |
| 29 maggio 2022 Coliseo Rafael Amalbert, Juncos          | Valencianas de Juncos | 3 - 1 | Changas de Naranjito  | 25-20, 21-25, 25-14, 25-19        |
| 2 giugno 2022 Coliseo Gelito Ortega, Naranjito          | Changas de Naranjito  | 1 - 3 | Atenienses de Manatí  | 25-27, 21-25, 26-24, 15-25        |
| 4 giugno 2022 Coliseo Gelito Ortega, Naranjito          | Changas de Naranjito  | 3 - 2 | Valencianas de Juncos | 25-14, 25-15, 23-25, 22-25, 15-12 |
| 15 giugno 2022 Coliseo Gelito Ortega, Naranjito         | Changas de Naranjito  | 0 - 3 | Criollas de Caguas    | 22-25, 17-25, 18-25               |
| 19 giugno 2022 Coliseo Carmen Zoraida Figueroa, Corozal | Pinkin de Corozal     | 3 - 1 | Changas de Naranjito  | 30-32, 25-12, 25-20, 26-24        |
| 22 giugno 2022 Coliseo Juan Aubín Cruz Abreu, Manatí    | Atenienses de Manatí  | 0 - 3 | Changas de Naranjito  | 20-25, 10-25, 21-25               |
| 23 giugno 2022 Coliseo Gelito Ortega, Naranjito         | Changas de Naranjito  | 3 - 1 | Pinkin de Corozal     | 25-13, 25-20, 21-25, 25-22        |
| 26 giugno 2022 Coliseo Gelito Ortega, Naranjito         | Changas de Naranjito  | 1 - 3 | Atenienses de Manatí  | 25-17, 16-25, 22-25, 28-30        |
| 29 giugno 2022 Coliseo Mario Morales, Guaynabo          | Criollas de Caguas    | 3 - 1 | Changas de Naranjito  | 25-14, 25-16, 23-25, 25-17        |
| 1º luglio 2022 Coliseo Rafael Amalbert, Juncos          | Valencianas de Juncos | 0 - 3 | Changas de Naranjito  | 24-26, 22-25, 20-25               |
| 3 luglio 2022 Coliseo Gelito Ortega, Naranjito          | Changas de Naranjito  | 1 - 3 | Valencianas de Juncos | 22-25, 22-25, 25-23, 22-25        |
| 6 luglio 2022 Coliseo Juan Aubín Cruz Abreu, Manatí     | Atenienses de Manatí  | 3 - 2 | Changas de Naranjito  | 18-25, 25-20, 27-25, 22-25, 15-9  |
| 9 luglio 2022 Coliseo Carmen Zoraida Figueroa, Corozal  | Pinkin de Corozal     | 3 - 0 | Changas de Naranjito  | 26-24, 25-15, 25-16               |

## Statistiche

### Statistiche di squadra
| Competizione | Punti | In casa | In casa | In casa | In trasferta | In trasferta | In trasferta | Totale | Totale | Totale |
| Competizione | Punti | G       | V       | P       | G            | V            | P            | G      | V      | P      |
| ------------ | ----- | ------- | ------- | ------- | ------------ | ------------ | ------------ | ------ | ------ | ------ |
| LVSF         | 12    | 8       | 2       | 6       | 8            | 2            | 6            | 16     | 4      | 12     |
| Totale       | -     | 8       | 2       | 6       | 8            | 2            | 6            | 16     | 4      | 12     |

G = partite giocate; V = partite vinte; P = partite perse